# Nøgen figur, der går ned ad en trappe, no. 2
Nøgen figur, der går ned ad en trappe, no. 2 (Nu descendant un escalier no. 2) er titlen på et maleri af Marcel Duchamp (1887-1968) fra 1912. Billedet er et centralt værk i klassisk moderne maleri og blandt de mest kendte kunstværker i nyere tid. Det forener kubistiske træk med bevægelsens dynamik.
Ved præsentationen i Salon des Indépendants i Paris blev det afvist af kubisterne som for futuristisk, og en version på Armory Show i New York 1913 blev overfuset efter omtale i pressen. Det findes i dag i Louise and Walter Arensberg Collection ved Philadelphia Museum of Art i Philadelphia.